# Wazwan

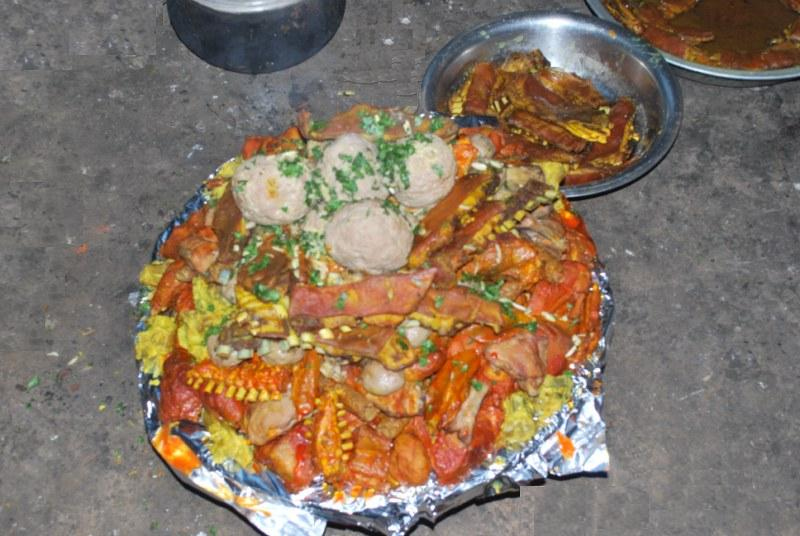
Wazwan completo en una fuente (o majma).

Wazwan es una comida de varios platillos propia de la gastronomía de Cachemira, cuya preparación es considerada un arte y motivo de orgullo de la cultura e identidad de Cachemira. Casi todos los platillos contienen carne (cordero, pollo). Es muy popular en todo Cachemira y se la sirve en los festivales internacionales de gastronomía de Cachemira.

## Principales platillos
- Maithi maaz
- Rista (albóndigas de carne en una gravy roja fuerte)
- Lahabi Kabab o Moachi Kabab (kebabs de cordero achatados cocidos en yogur)
- Waza Kokur (dos mitades de pollo o dos pollos cocidos)
- Daeni Phoul (platillo de cordero)
- Doudha Ras (cordero cocinado con un gravy de leche dulce)
- Rogan Josh (cordero tierno cocido con especies de Cachemira)
- Tabak Maaz (costillas de cordero hervidas en yogur, luego fritas, platillo tipo snack o acompañamiento)
- Daniwal Korma (curry de cordero con mucho coriandro)
- Waza Palak (espinaca verde cocidas con pequeñas bolas de cordero denominadas Paliki Riste)
- Aab Gosht (cordero cocido en un curry de leche)
- Marchwangan Korma (preparación muy jugosa de cordero)
- Kabab (carne asada sobre brasas)
- Gushtaba (esta es una albóndiga de carne de textura aterciopelada con una gravy de yogur)
- Yakhni (curry de yogur con especies)
- Ruwangan Chaman (dados de queso con gravy de tomate)
- Dum Aloo (papas cocidas en un gravy de yogur)
- Nadir Yakhn (Tallo de castaña de agua en una salsa suave de yogur)
- Hakh(con castaña de agua/berenjena) (variedad de hojas verdes locales)
- Nadir Palak (tallo de castaña de agua con espinaca)
- Muji Chetintin (un chutney fuerte de rábano y nueces)
- Phirni (pudding de leche espesado con semolina o arroz, saborizado con cardamomo y a veces con azafrán, y colocado en cuencos individuales con trocitos de nueces y de hojas de vark)

## Galería

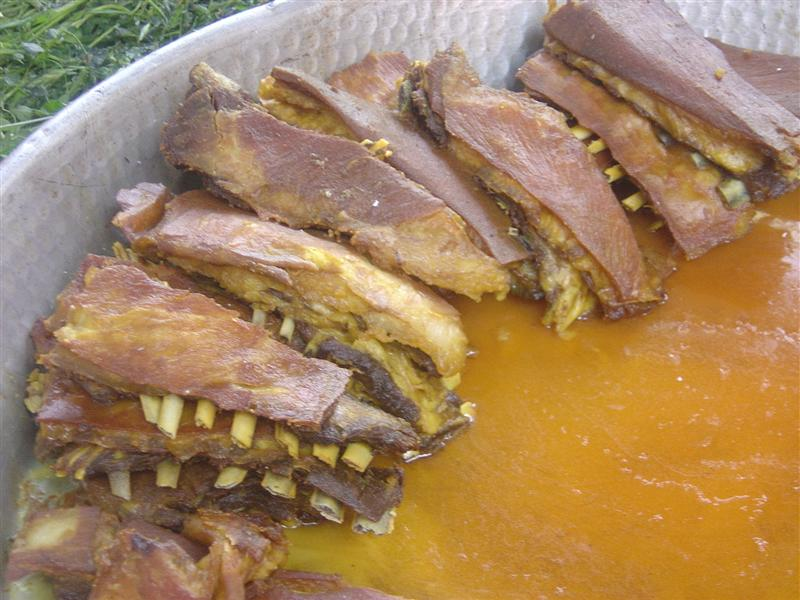
Tabak Maaz
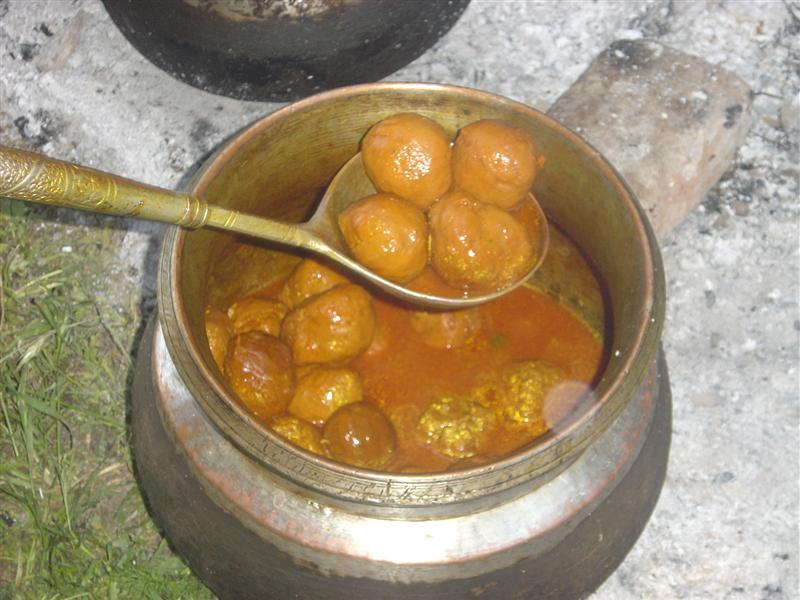
Rista
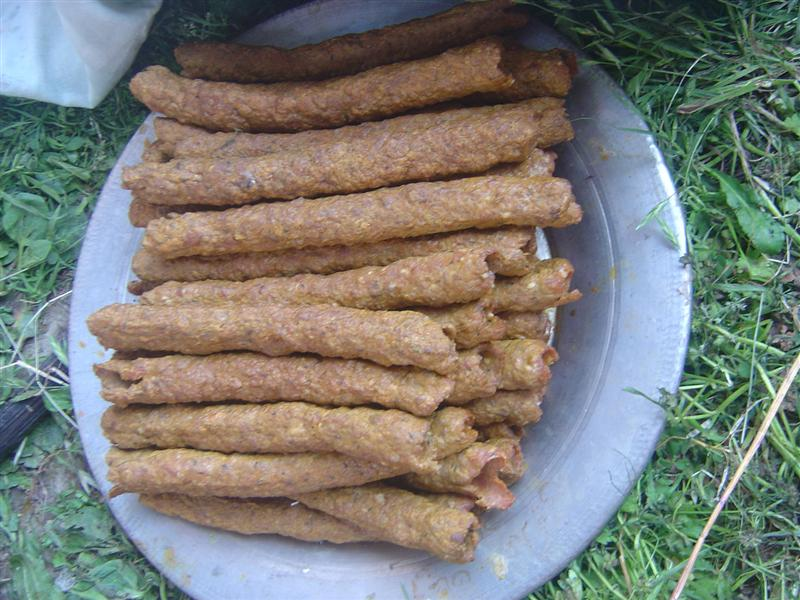
Kabab
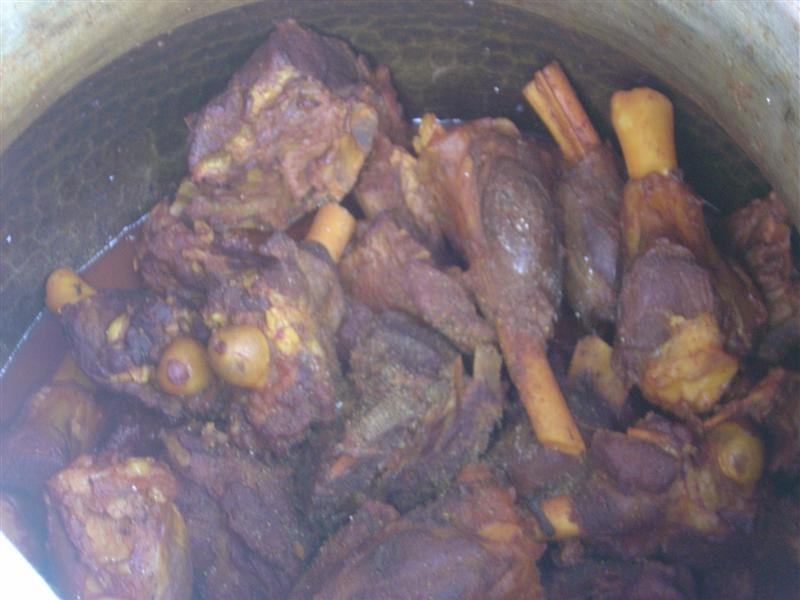
Dani Phol
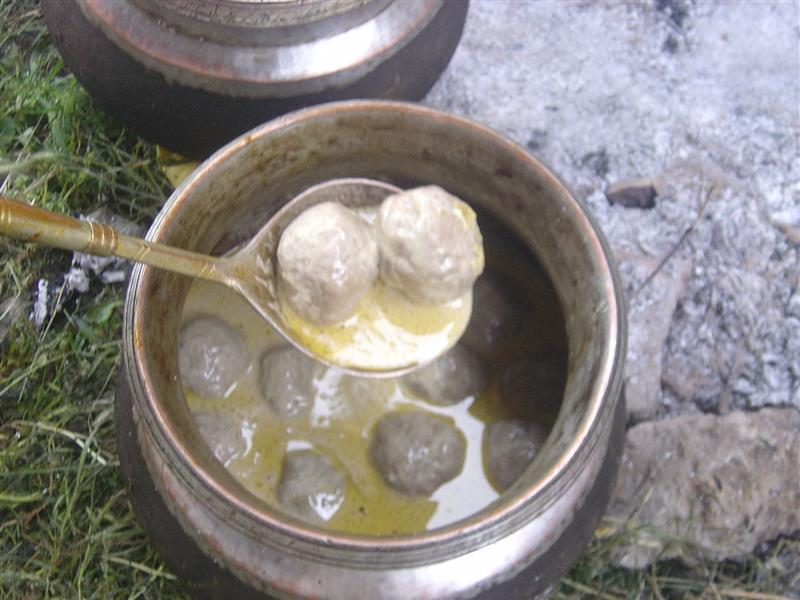
Goshtaba
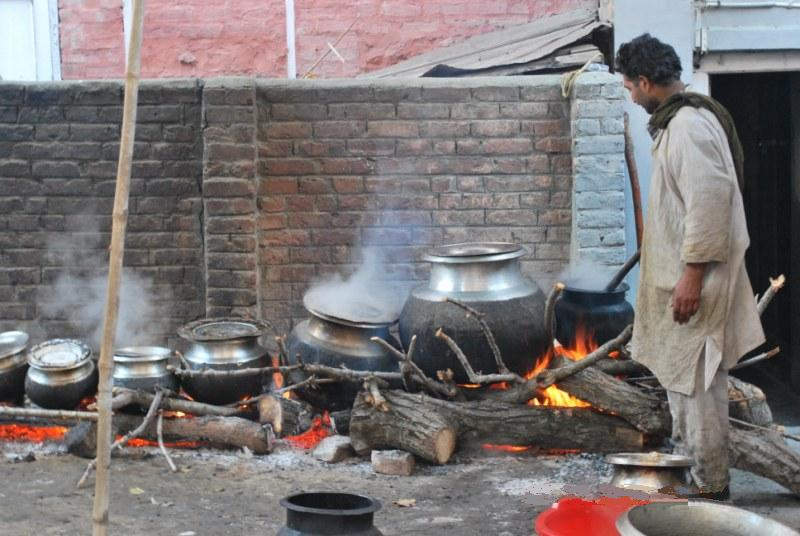
Preparación de Wazwan.